# Murilo Rubião
Murilo Eugênio Rubião (Carmo de Minas, 1º de junho de 1916 — Belo Horizonte, 16 de setembro de 1991) foi um jornalista e escritor brasileiro. Murilo é reconhecido como um grande expoente do gênero Realismo Mágico na Literatura Brasileira

## Vida
Murilo Eugênio Rubião nasceu em Silvestre Ferraz que, em 1953, passou a se chamar Carmo de Minas. Fez seus primeiros estudos nas cidades de Conceição do Rio Verde e Passa Quatro e conclui-os no Grupo Escolar Afonso Pena e no Colégio Arnaldo, em Belo Horizonte. Bacharelou-se em Direito em 1942 pela Universidade de Minas Gerais, atualmente Universidade Federal de Minas Gerais (UFMG). O jornalismo sempre o seduziu, tornou-se redator da Folha de Minas e diretor da Rádio Inconfidência.
Em 1947, lançou seu primeiro livro de contos, O ex-mágico, que não teve grande repercussão na época. Dessa época, ele tem duas imagens pintadas pela prima Aurélia Rubião. A partir de então, ingressou no mundo da política, sempre como assessor. Em 1951, ocupou a função de chefe de gabinete do governador Juscelino Kubitschek. Entre 1956 e 1961, exerceu o cargo de adido cultural do Brasil na Espanha. Em 1966 foi designado para organizar o Suplemento Literário do Diário Oficial Minas Gerais, que se tornou um dos melhores órgãos de imprensa cultural já surgidos no país. A publicação de O pirotécnico Zacarias, em 1974, deu súbita fama a Murilo Rubião. 
Nos anos subsequentes, a sua exígua obra passou a ser vista como a mais significativa manifestação da literatura fantástica no Brasil. Murilo Rubião influenciou diversos autores brasileiros, dentre eles, José J. Veiga e Moacyr Scliar.
| “ | Auto-retrato No livro de registro de nascimento da matriz de Silvestre Ferraz, hoje Carmo de Minas, encontro, ao lado meu, os nomes de meus pais: Eugênio Alvares Rubião e Maria Antonieta Ferreira Rubião. 1916. Meu pai, homem de boa cultura humanística, era filólogo e pertenceu à Academia Mineira de Letras. Escrevia com rara elegância, apesar de gramático. Dele herdei a timidez e um certo ar cerimonioso, que me tem privado da simpatia de numerosas pessoas. Algumas delas mulheres, o que é lamentável. Em Belo Horizonte residi vinte e cinco anos. Alguns alegres, outros tristes. Lá pretendo morrer. No cemitério do Bonfim, se não for incômodo para os que me sobreviverem. Cursei grupo escolar, ginásio, Faculdade de Direito, e posso afIrmar, sem sombra de orgulho, que jamais fui primeiro aluno em qualquer disciplina. Como escritor, alcancei algum êxito na burocracia das letras. Três vezes presidente da Associação Brasileira de Escritores (Secção de Minas Gerais) e vice-presidente do I Congresso Brasileiro de Escritores. Sete anos levei para escrever e publicar o meu primeiro livro "O Ex-Mágico". Nem por isso ele saiu melhor. Comecei a ganhar a vida cedo. Trabalhei em uma baleira, vendi livros científicos, fui professor, jornalista, diretor de jornal e de uma estação de rádio. Hoje sou funcionário público. Celibatário e sem crença religiosa. Duas graves lacunas do meu caráter. Alimento, contudo, sólida esperança de me converter ao catolicismo antes que a morte chegue. Muito poderia contar das minhas preferências, da minha solidão, do meu sincero apreço pela espécie humana, da minha persistência em usar pouco cabelo e bigodes excessivos. Mas, o meu maior tédio é ainda falar sobre a minha própria pessoa. | ” |

## Lista de obras
- O ex-mágico (1947)
- A estrela vermelha (1953)
- Os dragões e outros contos (1965)
- O pirotécnico Zacarias (1974)
- O convidado (1974)
- A casa do girassol vermelho (1978)
- A Armadilha (1984)
- O homem do boné cinzento e outras histórias (1990)
- Teleco, o coelhinho (1993)[4]
- Contos reunidos (2005)

## Crítica
Quando Murilo Rubião estreou com O ex-mágico, um crítico apontou a semelhança dos contos que compunham o livro e certas obras de Franz Kafka, especificamente A metamorfose. Embora o autor mineiro não conhecesse, na ocasião, o autor tcheco, havia de fato alguns traços comuns que permitiriam incluí-los numa mesma família estética, a da literatura fantástica.
Entende-se por literatura fantástica aquelas narrativas em que ocorrem fatos inconcebíveis, inexplicáveis, surreais e que produzem uma grande sensação de estranhamento nas pessoas. Normalmente, esta atmosfera de irrealidade tem uma dimensão alegórica, ou seja, por meio do absurdo e do inverossímil, ela alude à realidade concreta da existência, cabendo ao leitor escolher um sentido realista para eventos aparentemente sobrenaturais.
Todos os contos de Murilo Rubião trazem esta perspectiva que invalida a lógica e a racionalidade. Mas o absurdo das situações é apenas um artifício do escritor para questionar a realidade. Alguns de seus mais conhecidos contos apresentam – sob a forma de fantasias surrealistas – uma visão desencantada do homem. O ex-mágico é uma sátira à burocracia e à mesmice do cotidiano. Alfredo, uma fábula sobre a não aceitação das diferenças entre os seres. Os dragões, um minitratado sobre a corrupção humana. A noiva da casa azul, uma reflexão sobre a passagem do tempo e o caráter vão de todos os amores. O pirotécnico Zacarias, uma narrativa de humor negro a respeito da vacuidade e da fugacidade da existência. O convidado, uma aterradora alegoria da solidão dos seres e, talvez, da morte. Assim, de cada relato pode-se extrair um ou mais significados ocultos, o que indica a natureza aberta e polissêmica da obra de Murilo Rubião.
Um crítico viu nestes contos, especialmente a partir dos livros O pirotécnico Zacarias e O convidado, a criação de um "mundo denso e fantasmagórico em que espectros alienados vivem num universo agoniante. Nele, o homem acaba sendo condenado à esterilidade pela própria incapacidade de modificar o mundo sem saída no qual convive" (Jorge Schwartz). De fato, a exemplo do que ocorre na obra de Franz Kafka, o absurdo das histórias de Murilo Rubião é apenas uma metáfora do absurdo da condição humana. Apesar do ceticismo do autor, é grande literatura. De forma paradoxal, a linguagem usada para relatar estes acontecimentos surpreendentes é simples e clara.

## Adaptações e traduções
Várias de suas obras tiveram adaptações para outras linguagens, como cinema. Entre elas: "A Armadilha", "O pirotécnico Zacarias", "O ex-mágico da Taberna Minhota" e "O bloqueio". Para o teatro: "O ex-mago", "The piranha lounge" (peça baseada no autor — diversos contos) e "O ex-mago da Taberna Minhota". Seus principais contos foram traduzidos para a língua inglesa, alemã, tcheca e espanhola.